# Streatley (Bedfordshire)
Streatley è un paese di 1 707 abitanti della contea del Bedfordshire, in Inghilterra.